# Sphagemacrurus richardi
Sphagemacrurus richardi es una especie de pez de la familia Macrouridae en el orden de los Gadiformes.

## Morfología
• Los machos pueden llegar alcanzar los 20 cm de longitud total.

## Hábitat
Es un pez de aguas profundas que vive entre 538-1.260 m de profundidad.

## Distribución geográfica
Se encuentran en Sudáfrica (KwaZulu-Natal) e Indonesia.